# Арчіл Кахетінський
Арчіл Кахетінський — 8-го століття грузинський царевич східного регіону Грузії Кахеті. З 741 року був еріставі (князем) Кахетії. Здійснив військовий похід до Тушеті, частину якої приєднав до своїх володінь, для керуванням якими звів фортецю Нухпаті.
786 року після повалення Стефаноза III призначається ерісмтаваром Іберії. Невдовзі був страчений арабами за відмову перейти в іслам. В Кахетії йому спадкували сини Йоване і Джуаншер.
Арчіла було канонізовано Грузинською Православною Церквою, яка ознаменовує його 21 червня (N.S. 4 липня).